# Thesium rufescens
Thesium rufescens är en sandelträdsväxtart som beskrevs av Arthur William Hill. Thesium rufescens ingår i släktet spindelörter, och familjen sandelträdsväxter. Inga underarter finns listade i Catalogue of Life.